# نيدولة عليا (مقاطعة تشرداول)
نيدولة عليا (بالفارسية: نیدوله علیا) هي قرية تقع في قسم بيجنوند الريفي (مقاطعة تشرداول) في إيران. يقدر عدد سكانها بـ 85 نسمة بحسب إحصاء 2016.